# Lokata terminowa
Lokata terminowa – umowa między oferentem lokaty a klientem dotycząca lokowania środków pieniężnych zawierana na czas określony. Oferent lokaty zobowiązuje się wypłacić kapitał wraz z odsetkami na koniec okresu umowy.
Lokaty dzielą się na odnawialne i nieodnawialne. Przy pierwszej opcji po upływie terminu lokata jest automatycznie odnawiana. W przypadku tych drugich po upływie terminu środki zostają zwrócone klientowi.
Klient, który podejmie środki przed terminem okresu lokaty, ponosi konsekwencje, z reguły w postaci utraty części bądź całości nagromadzonych odsetek.
Do lokaty nie można dopłacać środków w trakcie jej trwania. Operacje takie można wykonać korzystając z konta oszczędnościowego.
Standardowa lokata (tzw. lokata tradycyjna) to produkt obarczony niskim ryzykiem, ponieważ zgodnie z obowiązującym w Polsce prawem bankowym zdeponowane w bankach środki nieprzekraczające równowartości 100 tys. euro są chronione na mocy ustawy przez Bankowy Fundusz Gwarancyjny. Zgromadzone na lokacie środki powyżej tej kwoty można odzyskać w wypadku upadku banku w drodze postępowania upadłościowego.
Lokaty standardowe należy odróżnić od lokat inwestycyjnych, jak lokata połączona z Funduszem Inwestycyjnym, czy lokata strukturyzowana - są one obarczone większym ryzykiem inwestycyjnym.
Zagraniczne banki podlegają z kolei regulacjom w zakresie gwarancji depozytów na podstawie przepisów prawa państwa, w którym mają siedzibę (patrz też zasada nadzoru kraju macierzystego).
Oprocentowanie lokat bankowych jest ściśle zależne od stóp procentowych, które są z kolei związane ze zjawiskiem inflacji.